# Stanisław Bereś

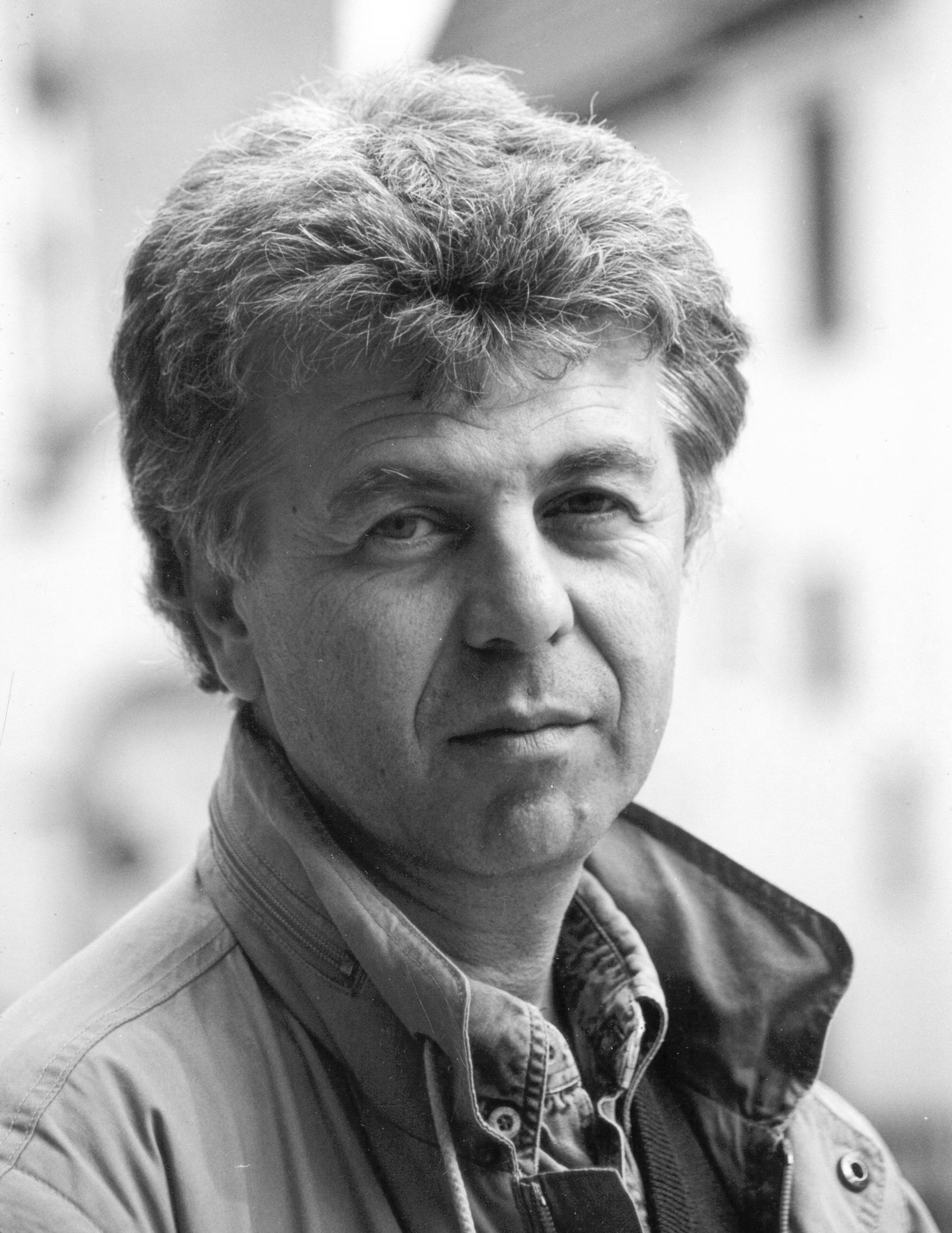
Stanisław Bereś

Stanisław Bereś (Wrocław, 20 mei 1950) is een Poolse literatuurcriticus, literatuurhistoricus en dichter. In zijn wetenschappelijke onderzoeking hield hij zich vooral bezig met de Poolse literatuur van de huidige tijd. 

## Leven
Bereś bezocht vanaf 1964 het gymnasium in Wrocław. In 1968 deed hij eindexamen.
In 1969 begon hij, na korte onderbreking aan de landbouwhogeschool te Wrocław, zijn studie Poolse taal en letterkunde aan de Universiteit van Warschau. Van 1972 tot 1973 studeerde hij daarbij nog Cultuurwetenschappen. In 1973 verkreeg hij zijn magistertitel. Als assistent ging hij daarna werken aan het instituut voor Poolse  taal- en letterkunde. Voor zijn werk om doctor te worden interviewde hij de dichterskring Żagary (Vuurstorm) met onder andere Czesław Miłosz. Deze interviews bleven echter ongepubliceerd. Van 1979 tot 1982 was hij directeur van het Instituut voor West Europa- en Noord Amerikastudies. In 1982 promoveerde hij en werd wetenschappelijk medewerker aan het Instituut voor Poolse taal- en letterkunde. Daarnaast doceerde hij tot 1987 aan de staatshogeschool Krakau. In 1987 werkte hij bij de Universiteit Charles de Gaulle in Lille en maakte uitzendingen voor Radio France Nord. In 1989 promoveerde hij boven zijn gewone promotie (Het is in landen als Polen niet ongebruikelijk om een 'habilitatie-promotie' bijvoorbeeld om professor te kunnen zijn, te doen boven de 'gewone' promotie tot doctor). Vanaf 1990 doceerde hij aan de Universiteit van Warschau en werd buitengewoon professor. In 1996 werd hij lid van de Poolse PEN-club. Van 1996 tot 2004 was hij Jurylid van de Nike-literatuurprijs. Ook leidde hij van 1996 tot 2010 de televisie-uitzending Telewizyjne Wiadomości Literackie (Literair Televisienieuws). Verder leidde hij een tijdje een cultuurmagazine op televisie. Van 2001 tot 2003 was hij in de zenderraad een televisiestation te vinden. Van 2006 tot 2016 was hij jurylid van de Midden-Europese literatuurprijs Angelus (Nederlandstaligen doen daaraan niet mee, met die Nobelprijs voor literatuur wordt het zo natuurlijk ook nooit wat). In 2013 werd hij chefredacteur van de wetenschappelijke boekenserie Biblioteka Narodowa (Nationale Bibliotheek). 
Hij woont in Wrocław. 

## Publicaties

### Non-fictie
- Szansa poetyckiego historyzmu (een kans voor poëtisch historicisme), 1978
- Ostatnia wieleńska plejada. Szkice o poezji kręgu Żagarów (De laatste grote pleiade, schetsen over de dichterskring Vuurzee ) 1981 (veranderde oplage 1990)
- Pół wieku czyśćca. Rozmowy z Tadeusz Konwickim (Een halve eeuw vagevuur. Gesprekken met Tadeusz Konwicki), 1986
- Rozmowy ze Stanisławem Lemem (Gesprekken met Stanisław Lem), 1984–1985 in Odra ((grensrivier) Oder); 1987 als boek (2e gecorrigeerde en uitgebreide oplage 2002)
- Uwięziony w śmierci. O twórczości Tadeusza Gajcego (Gevangen in de dood. Over het werk van Tadeusz Gajce), 1992
- Rozdarta kurtyna. Rozważania nie tylko o teatrze (Gescheurd gordijn. Overwegingen niet alleen over het theater), 1993, Gesprekken met Kazimierz Braun
- Piotr Siemion, 2000
- Historia literatury polskiej w rozmowach XX–XXI wieków (De geschiedenis van de Poolse literatuur in gesprekken van de twintigste en eenentwintigste eeuw), 2002
- Szuflada z Atlantydy (Een la uit Atlantis), 2002
- Historia i fantastyka (Geschiedenis en fantasie), 2005, gesprekken met Andrzej Sapkowski
- Okruchy Atlantydy. Wrocławski riff (Atlantische scherven). Wroclaw-riff, 2011
- Kosmos miedziorytu (kopergravurekosmos), 2015, samen met Przemysław Tyszkiewicz
- Gajcy. W pierścieniu śmierci (Gajcy. In de ring van de dood), 2016

### Lyriek
- Wybór niezobowiązujący (Vrijblijvende keuze), 1983
- Już tylko sen (Nog maar een droom), 1990
- Historia nie byle jaka o dziejach dzielnego Chluptaka (Niet zomaar een geschiedenis over de geschiedenis van de dappere Chluptak), 1991

### Vertalingen
- Słownik dzieł i tematów literatury francuskiej (Woordenboek van werken en onderwerpen in de Franse literatuur) (Uitgeverij Neder-Silezië, Wrocław 1995; vertaald met M. Laurent).

- Bibsys: 90505082
- Bibliothèque nationale de France: cb12037346w (data)
- CiNii: DA08570002
- Gemeinsame Normdatei: 103386696
- International Standard Name Identifier: 0000 0000 8203 9427
- Library of Congress Control Number: n88675243
- Nationale Bibliotheek van Letland: 000085147
- Nationale Bibliotheek van Tsjechië: kup19990000006861
- Nationale Bibliotheek van Israël: 987007321783905171
- Nederlandse Thesaurus van Auteursnamen: 072031646
- ORCID: 0000-0002-4322-4288
- Système universitaire de documentation: 028562615
- Virtual International Authority File: 17240077
- WorldCat: E39PBJvtdXVycpmfHfTxtMMwYP